# Öffentlicher Raum

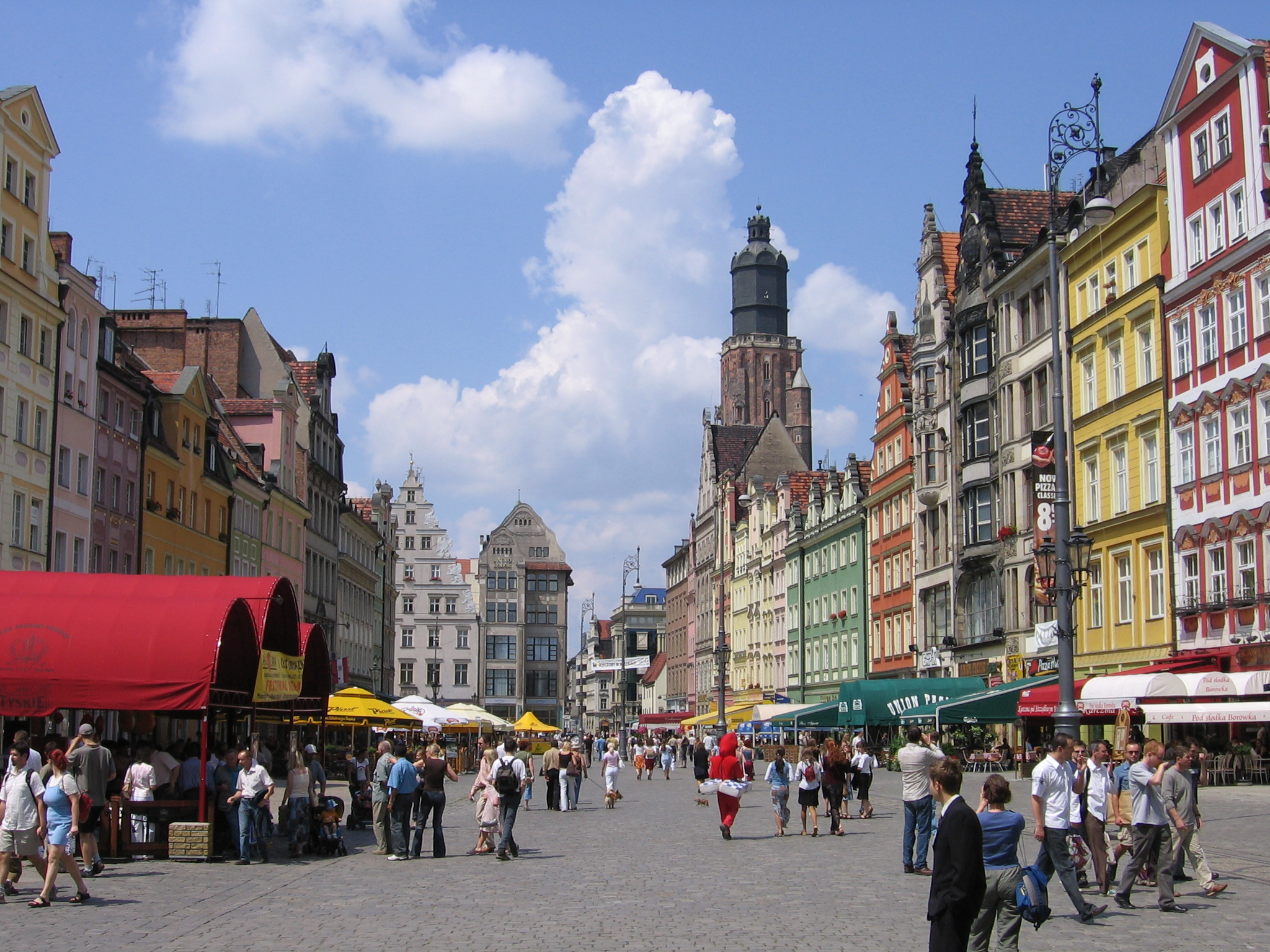
Platz als öffentlicher Raum in Breslau (polnisch: Wrocław)

Als öffentlicher Raum (auch öffentlicher Bereich) kann jede nicht umfriedete Fläche verstanden werden. Im allgemeinen Sprachgebrauch bezeichnet der Begriff meist „städtische öffentliche Räume“, also überwiegend öffentliche Plätze, Verkehrs- und Grünflächen zwischen angrenzenden privaten oder öffentlichen Gebäuden.
Öffentliche Gebäude und Verkehrsmittel stellen eine Form öffentlicher Einrichtungen dar. Stadt- und Verkehrsplanung beeinflussen Charakter und Qualität des öffentlichen Raums.
Öffentlicher Raum kann als Gemeingut privat genutztem Raum gegenübergestellt werden. Öffentlicher Raum in Privatbesitz ist aber der Öffentlichkeit zugänglich, obwohl er keiner Gemeinde oder Körperschaft des öffentlichen Rechts gehört.
Im ländlichen Raum können Allmenden und Commons als Formen des öffentlichen Raums angesehen werden. Natürliche Gewässer sind in fast allen Kulturen Gemeinschaftseigentum und somit öffentliche Räume.

## Differenzierung

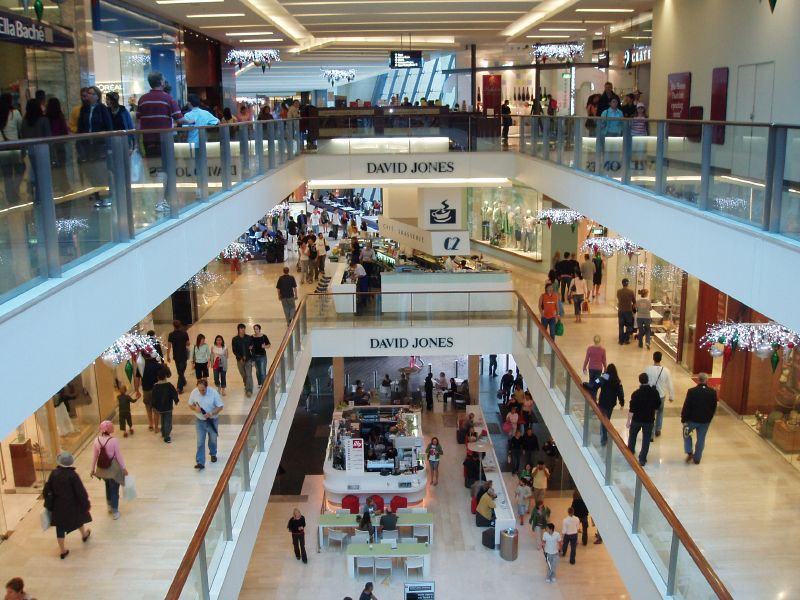
Ein privates Einkaufszentrum ist ein halb-öffentlicher Raum

Unterschieden werden drei Arten „räumlicher“ Nutzungen:
- öffentlicher Raum,
- halböffentlicher Raum und
- privater Raum

sowie deren funktionale Bedeutung in Aufteilung und Gestaltung sowie Rezeption.
Versammlungen von Personen im öffentlichen Raum (etwa Demonstrationen) unterliegen dem Versammlungsgesetz. Seit den Terroranschlägen des 11. September 2001 werden öffentliche Räume der westlichen Welt verstärkt durch Videoüberwachung kontrolliert. In vielen Städten und Gemeinden wird die Nutzung des öffentlichen Raums (beispielsweise für Versammlungen) durch Satzungen geregelt, die gewerbliche Nutzung (wie für Außenbereiche von Geschäften und Restaurants) meist durch eine Gebührenordnung.

Der Begriff öffentlich zugänglicher Raum umfasst neben öffentlichem Raum im Freien auch Innenräume, die von jedermann ohne besondere Zugangsvoraussetzungen betreten werden können.

## Aufteilung und Gestaltung
Gemeindefläche, Wälder oder Seen gehören zum öffentlichen Raum, meist sind jedoch nur öffentliche Flächen innerhalb von bebauten Ortschaften gemeint. Der öffentliche Raum kann verschieden aufgeteilt und gestaltet sein und wird unterschiedlich genutzt.
- Verkehrsflächen, Ruheflächen
- Flächen für Stadtmöbel
- Flächen für Außenwerbung und Plakatwerbung
- Grünflächen (auch nicht begehbare), Brunnenanlagen, Wasserspiele

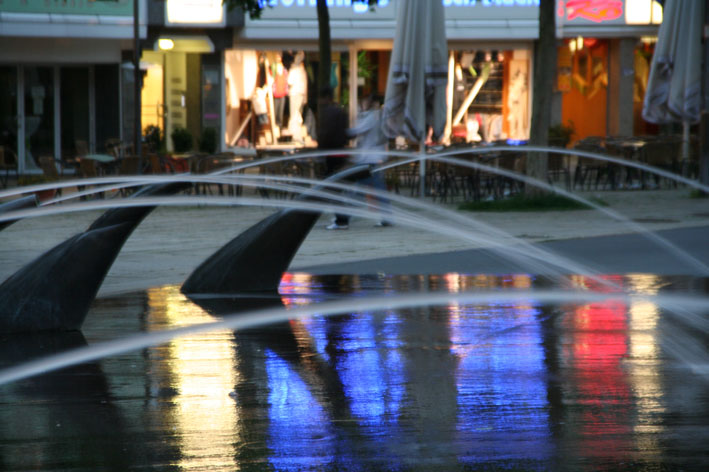
Wasserspeier auf dem Kasseler Königsplatz
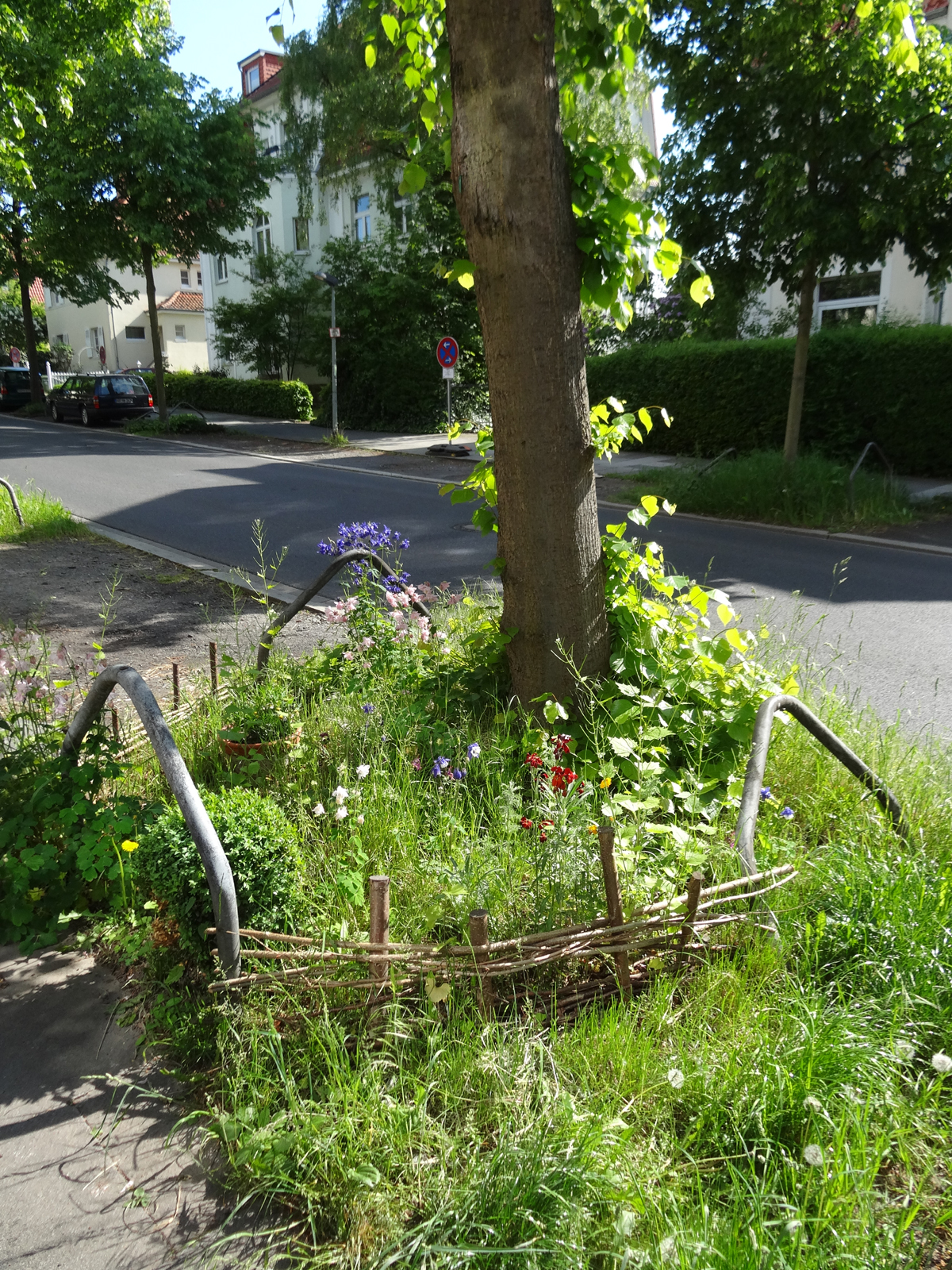
Von Anwohnern bepflanzte Baumscheibe

## Aktuelle Entwicklungen und Ansätze

### Stadtplanung

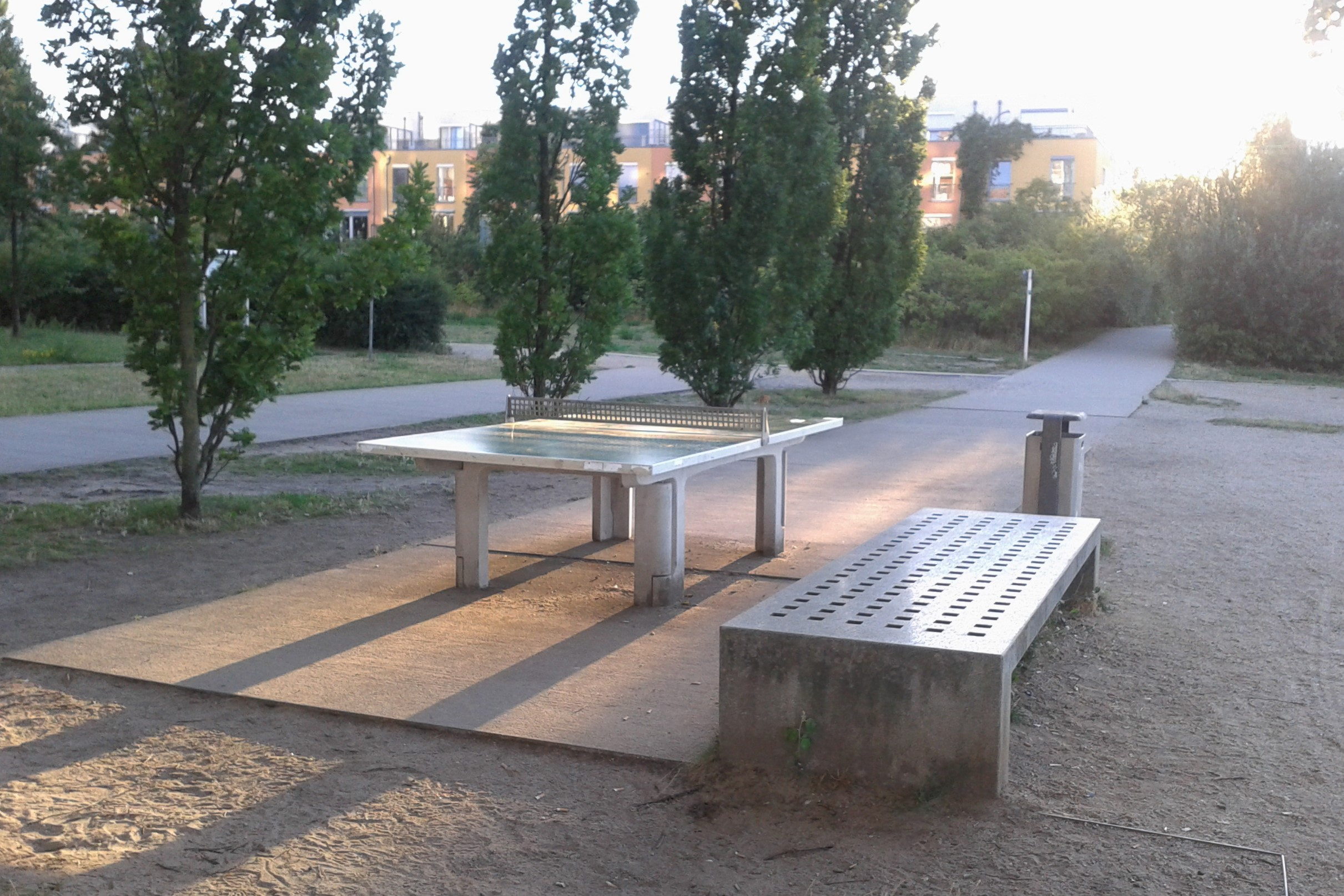
Tischtennisplatte im öffentlichen Raum auf der Halbinsel Stralau in Berlin

Die Bedeutung des öffentlichen Raums für sozialen Zusammenhalt und Sicherheit wurde 1963 im Rahmen einer praktischen Kritik der Moderne von Jane Jacobs zum Ausdruck gebracht. Jacobs wendet sich gegen die moderne Bauproduktion, die „Rasen“ zwischen den Häusern vorsieht, aber keine sozial kontrollierten und produktiven öffentlichen Räume.
In Deutschland setzte sich der Verleger und Publizist Wolf Jobst Siedler mit Elisabeth Niggemeyer (Fotos) und Gina Angress (Dokumentation) in den Veröffentlichungen Die gemordete Stadt – Abgesang auf Putte und Straße, Platz und Baum (1964) oder Die verordnete Gemütlichkeit – Abgesang auf Spielstraße, Verkehrsberuhigung und Stadtbildpflege (1985) mehrfach kritisch mit dem öffentlichen Raum und seinen oft auseinanderstrebenden Nutzungsansprüchen auseinander.
Die Auflösung des öffentlichen Raums wird im 20. Jahrhundert durch seine Inanspruchnahme für Kraftfahrzeuge und für die von den Prinzipien der Moderne geleiteten Praktiken der Funktionstrennung verursacht. Es kommt zu einer Spezialisierung der Räume in Freizeit- und Konsumräume auf der einen Seite (Fußgängerzonen in Altstädten) und Verkehrsräume auf der anderen, wobei letztere vor allem vom Autoverkehr dominiert und nach dessen Anforderungen ausgestaltet sind. In dieser Spezialisierung geht die Vielfalt, die soziale Durchmischung und auch die gemeinschaftsbildende Funktion des öffentlichen Raums verloren.
Nach der Wiederentdeckung des öffentlichen Raums als zentralem Element der über Jahrhunderte gewachsenen „Europäischen Idee eines identitätsstiftenden Gemeinwesens“ werden seine Elemente verstärkt als Steuerungsinstrumente von Stadtplanern genutzt. Durch eine nutzungsgerechte Aufteilung und Gestaltung öffentlicher Räume sollen Stadtviertel in ihrer Lebens- und Aufenthaltsqualität aufgewertet werden und Brach- und Bauflächen für private Investoren attraktiv gemacht werden. Der öffentliche Raum wird als Bindeglied privater Flächen gesehen, unterliegt aber auch besonderer politischer Aufmerksamkeit. Als Beispiel kann hier das Projekt „Hannover schafft Platz“ der niedersächsischen Landeshauptstadt Hannover dienen.
Gegenstand von Stadtforschung und Politik ist außerdem die Frage, wie eine nachhaltige und sozial gerechte Gestaltung des öffentlichen Raums gelingen kann, die eine ausgewogene Frequentierung durch unterschiedliche Bevölkerungsgruppen ermöglicht. Zu nennen sind hier insbesondere: das Konzept einer Stadt der kurzen Wege, um alltägliche Wege für Menschen mit Beruf und Familien- und Pflegeverantwortung zu erleichtern, ein Fokus auf das subjektive Sicherheitsgefühl im öffentlichen Raum, um auch Frauen einen sicheren Aufenthalt zu ermöglichen, Angebote für alle Altersgruppen (je nach Alter und Bedarf zum Beispiel mit Sitzgelegenheiten, Barrierefreiheit, Freiflächen usw.), Möglichkeiten für spontane soziale Begegnungen sowie die Vermeidung einer Verdrängung einkommensschwächerer Bevölkerungsgruppen (Gentrifizierung). Der Stadtplaner Jan Gehl stellt Schutz, Komfort und Freude als drei übergeordnete Qualitätskriterien für öffentliche Räume heraus.

### Privatisierung
Vielen Gemeinden übergeben die mit dem Besitz verbundenen Rechte und Pflichten an Flächen und Einrichtungen des öffentlichen Raums an privatrechtliche Unternehmen.
Wenn nach der baulichen Erschließung neuer Flächen der öffentliche Raum in Privatbesitz verbleibt (siehe etwa Canary Wharf), so kann der Eigentümer auf diesen privaten Plätzen und Straßen, ebenso wie in Tiefgaragen, Parkhäusern, Flughäfen, Bahnhöfen und Einkaufszentren allgemeine Grundrechte wie die Demonstrations- und Versammlungsfreiheit durch das Hausrecht einschränken.
Der deutsche Bundesgerichtshof hat einer Klage gegen die Privatisierung öffentlicher Einrichtungen in seinem Urteil 2006 zunächst nicht stattgegeben. Der erste Senat des Bundesverfassungsgerichts hat jedoch im Februar 2011 die vorinstanzlichen Urteile von 2005 und 2006 aufgehoben und zur erneuten Entscheidung an das Amtsgericht Frankfurt am Main zurückverwiesen: „Von der öffentlichen Hand beherrschte gemischtwirtschaftliche Unternehmen in Privatrechtsform unterliegen … einer unmittelbaren Grundrechtsbindung.“

### Finanzierung
Zur Finanzierung von Bau, Wiederherstellung und Unterhaltung öffentlicher Räume werden immer mehr Public Private Partnerships propagiert und zunehmend durchgeführt. Pflege und Unterhalt öffentlicher Räume werden im Zuge von Einsparungen für Städtehaushalte schwieriger. In verschiedenen Kommunen ist es zur Übernahme der Unterhaltung öffentlicher Parkanlagen durch private Vereine und Interessengruppen gekommen. Ein solcher Bürgerverein ist aus dem Verein Lichtenrade-Ost e. V. (BILO) hervorgegangen und führt seit 1981 unter dem Namen Trägerverein „Lichtenrader Volkspark“ die Pflege einer Grünfläche in Berlin-Lichtenrade durch.